# Machala
Machala là một thành phố của Ecuador. Thành phố Machala là tỉnh lỵ tỉnh El Oro. Dân số thành phố Machala theo điều tra năm 2010 là 240.000 người. Đây là thành phố lớn thứ 5 theo dân số của Ecuador.
Machala là một thành phố ở phía tây nam Ecuador, và nằm gần Vịnh Guayaquil trên vùng đất thấp màu mỡ. Machala được mệnh danh gọi là "Thủ đô chuối" của thế giới.
Machala là một trung tâm thương mại cho vùng nông nghiệp xung quanh. Thành phố là nơi mua bán chuối, cà phê và ca cao. Chuối được xuất khẩu từ đây, và đóng một vai trò rất lớn trong nền kinh tế của thành phố. Chuối được vận chuyển từ Puerto Bolívar gần đó chủ yếu là Bắc Mỹ. Vị trí địa lý gần Guayaquil Machala cũng làm cho nó trở thành một trung tâm giao thông quan trọng. Nhiều du khách đi về hướng nam Peru hoặc phía bắc Guayaquil qua thành phố. 